# Народна скупштина Краљевине СХС (6. август – 19. октобар 1924)
Ванредни сазив Народне скупштине Краљевине Срба, Хрвата и Словенаца за 1924. годину је одржан од 6. августа до 19. октобра.

## Ванредни сазив за 1924.
После извршене верификације посланичких мандата Хрватске републиканске сељачке странке, странке Националног блока из чијих је редова поникла влада Николе Пашића, остале су y мањини y Народној скупштини. Ради тога је, после дуже кризе, влада Николе Пашића 27. јула 1924. поднела оставку, a истога дана образована је влада новоформираног Демократског блока на челу са Љубомиром Давидовићем. Демократски блок сачињавале су све до тога часа опозиционе странке, Југословенска демократска, Хрватска републиканска сељачка, Југословенска људска и Југословенска муслиманска странка. У новој влади Хрватска републиканска сељачка странка није била заступљена ни једним својим чланом, али је влада уживала подршку те странке.
Одмах по своме образовању влада Љубомира Давидовића сазвала је Народну скупштину y ванредан сазив за 6. август 1924. Истога дана Давидовићева влада представила се Народној скупштини декларацијом која је наглашавала да је влада дошла на управу „чврсто решена да политику земље одлучно и смишљено упути таквим правцем како ће најбрже и најповољније доћи до дефинитивног и срећног консолидовања унутрашњих односа."
„...Ми смо потпуно свесни свих огромних тешкоћа", каже се y декларацији, „...на које се мора наићи y свима проблемима унутрашњег уређења y једној држави оволиког пространства као што је наша, и састављеној из покрајина које су векови и судбина до скоро растављали. Али, ми смо убеђени да се све тешкоће, ма колике да су, могу пребродити, ако се наша државна политика упути таквим правцем да пробуди и појача братска осећања која нас спајају, и ако се они који пред Краљем и народом, пред историјом и будућношћу.... носе одговорност за државне послове, буду својски и савесно потрудили да, избегавајући неизмирљиве формуле, уђу y дубину и суштину сваког проблема и унесу y његово решавање ону ширину погледа, без које се y нашој држави и y садање време ништа трајно и корисно не може свршити, — и ако преко свега сви ми одговорни политичари будемо прожети дубоким уверењем да се наша заједничка кућа мора уређивати заједно и договорно, и темељити на непоколебљивој слози и праведном и срдачном споразуму Срба, Хрвата и Словенаца... Ми немамо шта једни другима узимати, ми смо дужни поверити се једни другима, искрено, лојално, без резерве, и без задњих мисли, свом братском љубављу која нас y пркос свему спаја..."
„Вођена овом замисли влада ће y унутрашњој политици предузети све мере да се што брже створи она повољна атмосфера узајамног разумевања и трпељивости, која је неопходно потребна да се унутрашњи велики проблеми могу правилно решавати и решити, уз учешће свих народних елемената. Подвргавајући се објективној оцени Парламента, ма каква она била, влада моли да та одлука буде јасна, a влада ће из те одлуке повући консеквенце, које јој та одлука буде одређивала."
Скупштина је после тога одмах прешла на дискусију владине декларације, и та је дискусија трајала током месеца августа. Влада Љубомира Давидовића добила је на крају дискусије о декларацији поверење већине Народне скупштине, па су после тога скупштинске седнице одложене до средине октобра 1924.
Ванредни сазив за 1924. годину закључен је указом 18. октобра 1924, a y току рада y овоме сазиву Народна скупштина није се бавила законодавним радом.